# John F. Kennedy School of Government
John F. Kennedy School of Government vid Harvard University (även känd som Harvard Kennedy School och HKS) är en offentlig politik och offentlig förvaltningsskola, och en av Harvards forsknings- och yrkesskolor. Den erbjuder masterexamen i offentlig politik, offentlig förvaltning och internationell utveckling, beviljar flera doktorsexamina, administrerar verkställande program för högre statstjänstemän samt bedriver forskning inom ämnen som rör politik, regering, internationella relationer och ekonomi.
Skolans huvudsakliga campus ligger utanför John F. Kennedy Street i Cambridge, Massachusetts, USA. Huvudbyggnaderna har utsikt över Charles River, sydväst om Harvard Yard och Harvard Square, på platsen för en tidigare bangård på MBTA:s röda linje. Skolan ligger i anslutning till John F. Kennedy Memorial Park.
Dekanus sedan 2004 är David T. Ellwood, som också är Scott M. Black Professor of Political Economy vid HKS. Tidigare var Ellwood biträdande sekreterare vid Department of Health and Human Services i Clintonadministrationen.